# Kanton Cherbourg-en-Cotentin-3
Der Kanton Cherbourg-en-Cotentin-3 (früher Cherbourg-Octeville-3) ist seit 2015 ein französischer Wahlkreis im Arrondissement Cherbourg, im Département Manche und in der Region Normandie; sein Hauptort ist Cherbourg-en-Cotentin.

## Gemeinden
Der Kanton besteht aus zehn Gemeinden und Gemeindeteilen mit insgesamt 18.017 Einwohnern (Stand: 1. Januar 2022) auf einer Gesamtfläche von 82,47 km²:
| Gemeinde                       | Einwohner 1. Januar 2022 | Fläche km² | Dichte Einw./km² | Code INSEE | Postleitzahl                             |
| ------------------------------ | ------------------------ | ---------- | ---------------- | ---------- | ---------------------------------------- |
| Cherbourg-en-Cotentin          | 8.997                    | 8,65       | 1.040            | 50129      | 50100, 50110, 50120, 50130, 50460, 50470 |
| Couville                       | 1.228                    | 8,60       | 143              | 50149      | 50690                                    |
| Hardinvast                     | 924                      | 7,30       | 127              | 50230      | 50690                                    |
| Martinvast                     | 1.340                    | 10,31      | 130              | 50294      | 50690                                    |
| Nouainville                    | 620                      | 3,81       | 163              | 50382      | 50690                                    |
| Saint-Martin-le-Gréard         | 618                      | 2,86       | 216              | 50519      | 50690                                    |
| Sideville                      | 840                      | 7,63       | 110              | 50575      | 50690                                    |
| Teurthéville-Hague             | 1.029                    | 12,73      | 81               | 50594      | 50690                                    |
| Tollevast                      | 1.650                    | 12,36      | 133              | 50599      | 50470                                    |
| Virandeville                   | 771                      | 8,22       | 94               | 50643      | 50690                                    |
| Kanton Cherbourg-en-Cotentin-3 | 18.017                   | 82,47      | 218              | 5008       | –                                        |

1. ↑   Nur der nordwestliche der Gemeinde, der Rest verteilt sich auf die Kantone Kanton Cherbourg-en-Cotentin-1, Kanton Cherbourg-en-Cotentin-2, Kanton Cherbourg-en-Cotentin-4, Kanton Cherbourg-en-Cotentin-5 und La Hague.

## Veränderungen im Gemeindebestand seit 2016
2016: Fusion Cherbourg-Octeville, Équeurdreville-Hainneville (Kanton Équeurdreville-Hainneville), La Glacerie (Kanton Cherbourg-Octeville-2), Querqueville (Kanton La Hague) und Tourlaville (Kanton Tourlaville) → Cherbourg-en-Cotentin